# 化糞池添加劑

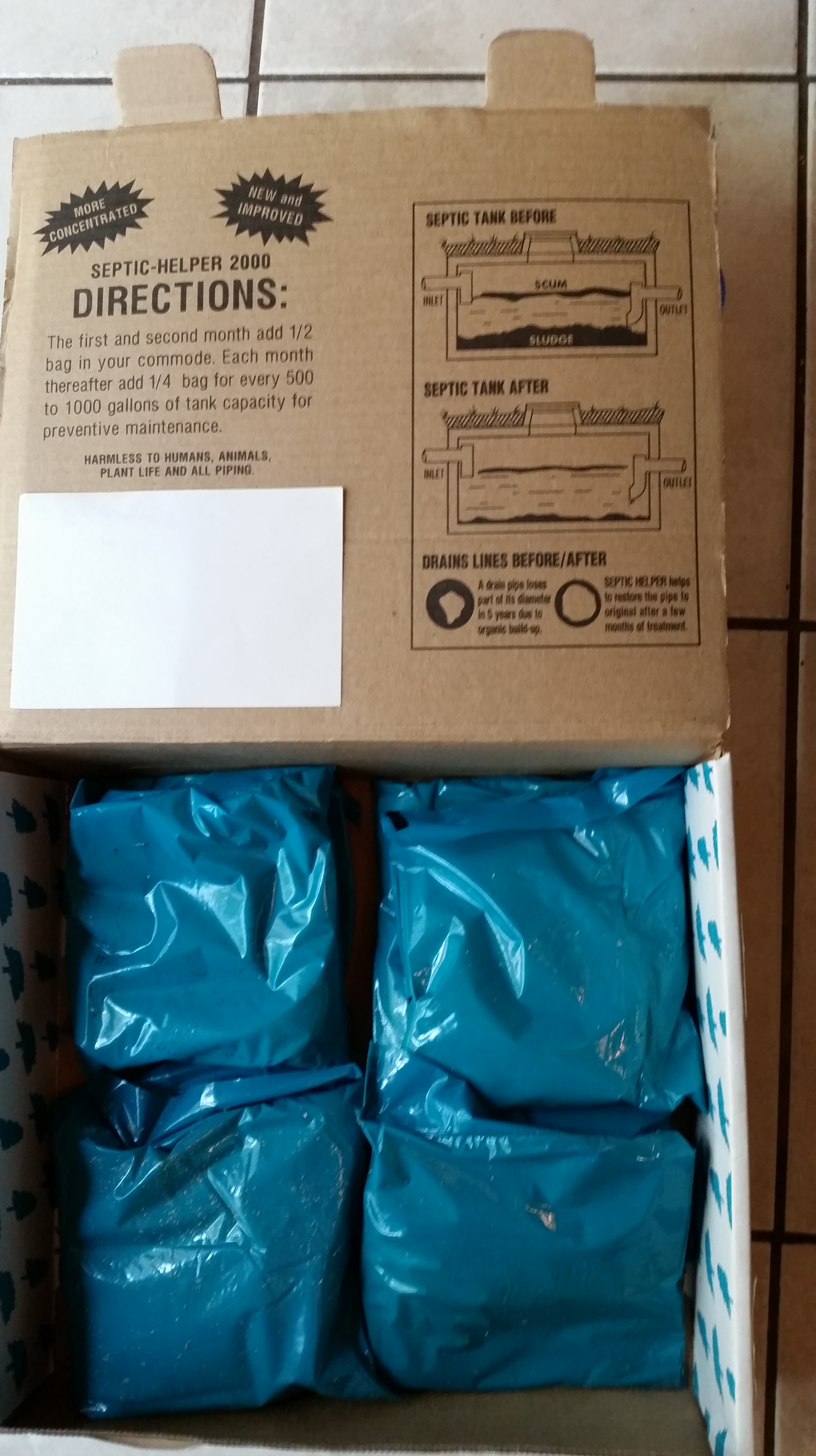

化糞池添加劑是商業化生產的材料，在減少糞便污泥堆積和控制坑式廁所，化糞池和污水處理廠的氣味。

## 背景
化糞池添加劑主張用於衛生系統，如坑式廁所和化糞池。添加劑由微生物或酶或兩者組成。然而，很少有實地研究證實生物添加劑的功效。

### 聲稱的好處
化糞池加劑聲稱包括污泥分解速度的增加，即添加劑含有營養素或某些有氧（吸氧）微生物，可以分解污泥，這也可以減少氣味。 然而，研究發現這些說法不太可能是真的。 與化糞池中已經存在的細菌相比，由化糞池添加劑引入的細菌量是微不足道的。

## 應用

### 化糞池
只有維護良好的化糞池才能顯示污泥堆積減少。為了確定減少是否可歸因於化糞池添加劑，後續研究調查了三種添加劑對維護良好的化糞池的影響。總體而言，該研究得出的結論是，對化糞池性能的附加影響的證據有限。
美國環境保護署（USEPA）製作了關於使用礦坑添加劑來改善化糞池處理系統性能的情況說明書。 該情況說明書得出結論，細菌和細胞外酶似乎不會顯著增強化糞池中正常的生物分解過程。他們繼續說'已經發現一些生物添加劑會降解或消散化糞池浮渣和污泥。然而，這種相對較小的效益是否在不損害土壤滲透系統的長期可行性的情況下得出，尚未得到最終證實。他們指出，一些研究表明，罐中添加劑降解的物質實際上增加了澄清的化糞池污水中的懸浮固體和其他污染物。

### 污水處理廠
支持者聲稱廢水中的添加劑可以促進有機負荷和病原體去除的減少，從而顯著改善出水水質。他們還聲稱有關污泥堆積和氣味減少的益處。 一個消息來源聲稱，化糞池添加劑可以減少硫化氫和氨的產生。他們的理由是，添加劑中含有的天然'生物體優先於較少的'天然'生物體，否則它們將成為處理單元中的條件，無論是化糞池還是某種形式的好氧處理。他們甚至聲稱，通過克服漂白劑和其他消毒劑等“非天然”物質的影響，化糞池添加劑的使用使化糞池和其他處理系統能夠在條件下發揮作用，否則會導致它們變得沒有功能的。
一個簡短的說明聲稱，由於存在乳酸菌，添加劑中的微生物含有各種有機酸。 這些分泌有機酸，酶抗氧化劑和金屬螯合物因此產生抗氧化環境，這有助於增強固液分離，這是清潔水的基礎。該說明的作者沒有解釋它是如何工作的。
然而，世界各地的各項研究結果表明：
- 沒有可靠的證據表明在處理前向廢水中添加坑添加劑對病原體濃度具有顯著影響。
- 關於坑添加劑對固體沉降性和流出物生化需氧量和懸浮固體減少的影響的證據是混合的。在某些情況下，似乎添加礦物添加劑會對BOD和SS濃度產生一些影響，但效果不是很大，也沒有得到證實。[2]
- 現有證據表明，坑添加劑的任何持久影響取決於微生物的常規應用以及對處理技術的良好維護。這將需要（a）用於坑添加劑的可靠供應鍊和（b）管理系統，以確保定期和按時添加坑添加劑。雖然礦坑添加劑可以導致出水水質的某些改善，但改進不太可能足以產生影響。聲稱礦坑添加劑可以使其他“不安全”的污水“安全”，這是不合理的。

## 成本
根據迄今為止進行的研究，在化糞池添加劑上花錢是浪費金錢。 2011年，南非五分之一的城市購買了各種添加劑作為其衛生管理計劃的一部分。即使在那時，南非的水研究委員會也反對這種做法。相反，他們建議將這筆錢花在改進的排坑方法和改進的坑設計上，這可能包括使用帶有交替浸出坑的低沖洗馬桶。
與手動排空相關的成本和健康風險是顯著的。如果可以開發EM產品以顯著降低凹坑的填充率，則這將具有重大意義。